# Mixocera obliqua
Mixocera obliqua là một loài bướm đêm trong họ Geometridae.